# Aérodrome de Morestel
 (avril 2025).
Si vous disposez d'ouvrages ou d'articles de référence ou si vous connaissez des sites web de qualité traitant du thème abordé ici, merci de compléter l'article en donnant les références utiles à sa vérifiabilité et en les liant à la section « Notes et références ».
L’aérodrome de Morestel (code OACI : LFHI) est un aérodrome du département de l'Isère, situé sur la commune de Morestel.

## Situation
L'aérodrome est situé à 1,5 km au Nord-ouest de Morestel.

## Agrément
L'aérodrome de Morestel fait partie de la liste n°1 (aérodromes ouverts à la circulation aérienne publique) des aérodromes autorisés au 31 janvier 2010 (décret : NOR :DEVA1012766K ).

## Rattachements
Morestel est un petit aérodrome ne disposant pas de services de la DGAC. Pour l'information aéronautique, la préparation des vols et le dépôt des plans de vol il est rattaché au BRIA (Bureau Régional d'Information aéronautique) de Bordeaux